# Estación Pensilvania (Newark)
La Estación Pensilvania o Estación Penn Newark (en inglés Pennsylvania Station o Newark Penn Station) es una estación de pasajeros intermodal en Newark (Estados Unidos). Es uno de los principales centros de transporte del área metropolitana de Nueva York y recibe servicios de múltiples empresas de transporte ferroviario y de autobús. Es la séptima estación ferroviaria más concurrida de Estados Unidos y la cuarta más concurrida del área de Nueva York. Está ubicada en Raymond Plaza, entre Market Street y Raymond Boulevard y cuenta con el servicio de Newark Light Rail, tres líneas de trenes de cercanías del New Jersey Transit Rail Operations, el sistema de tránsito rápido PATH y los 11 servicios del Corredor Noreste de Amtrak (incluido el Acela Express). La estación es también la principal terminal de autobuses interurbanos de Newark; es servido por los transportistas Greyhound, Bolt y Fullington Trailways. Además, cuenta con 33 líneas de autobuses locales y regionales operadas por NJ Transit Bus Operations y Coach USA (Orange-Newark-Elizabeth).

## Historia

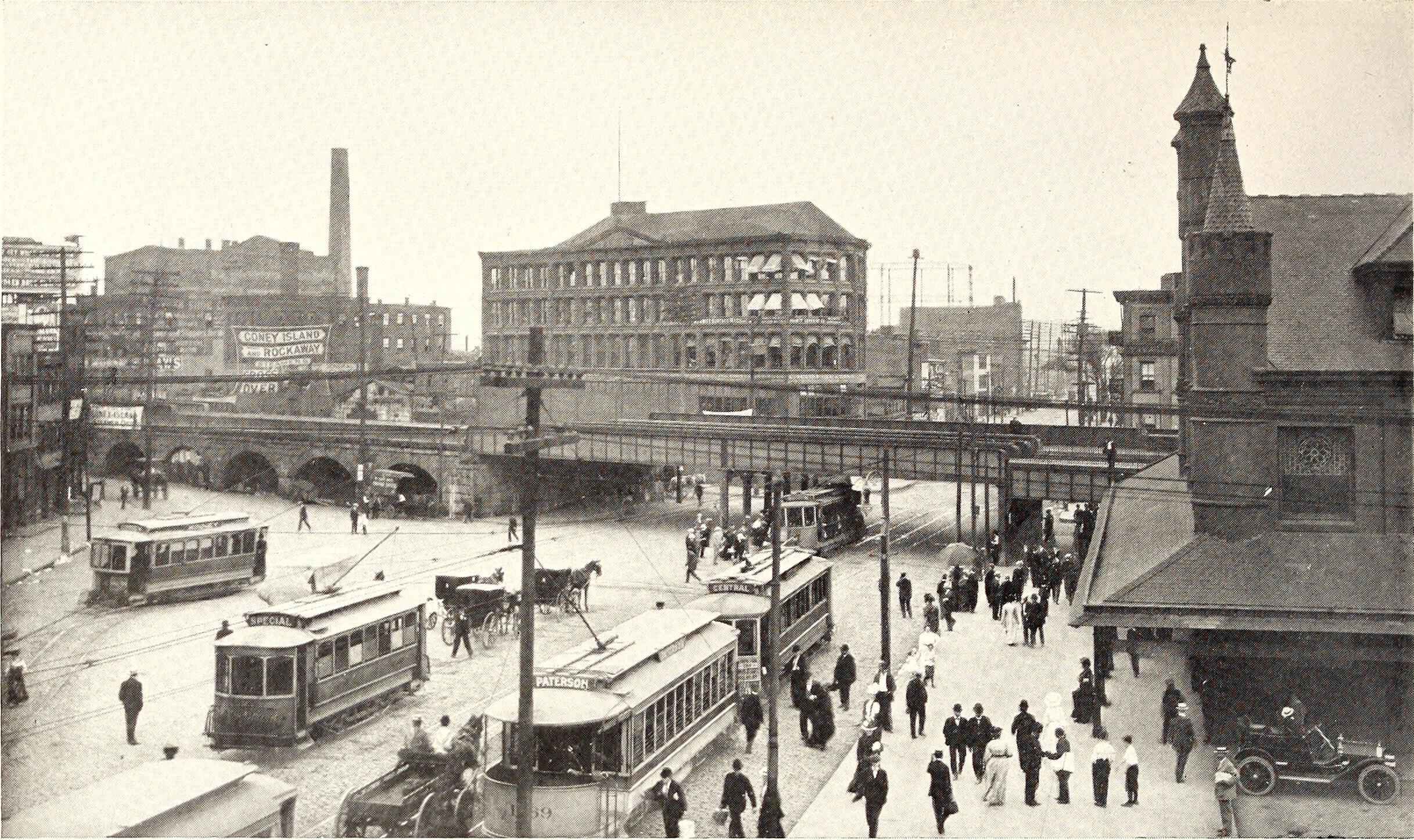
Mirando hacia el este en Market St ca. 1911; Estación Newark Penn a la derecha

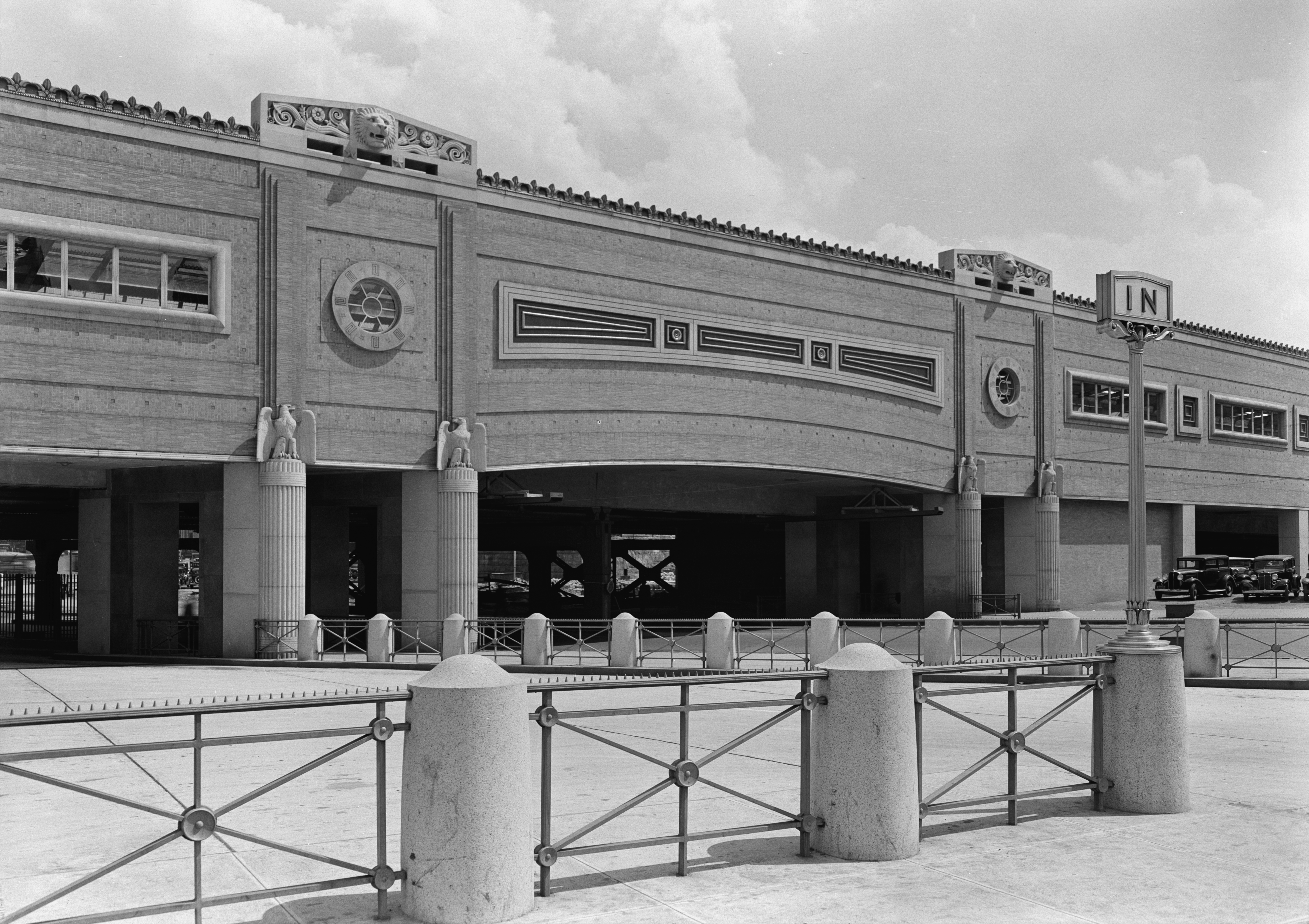
Market Street debajo de la estación, 1935

Diseñada por el renombrado estudio de arquitectura McKim, Mead & White, la estación tiene características art déco y neoclásicas. La sala de espera principal tiene medallones que muestran la historia del transporte, desde vagones hasta barcos de vapor, automóviles y aviones, el final de la era del ferrocarril. Los candelabros están decorados con signos del zodiaco. El edificio fue dedicado el 23 de marzo de 1935; el primer tren regular en usarlo fue un expreso Nueva York-Filadelfia a las 10:17 el 24 de marzo.
La nueva estación se construyó junto (al noroeste de) la antigua estación, que luego fue demolida y reemplazada por la mitad sureste de la estación actual, completada en 1937. Excepto por la estación separada del tren ligero subterráneo de Newark, todas las vías están por encima del nivel de la calle.
Iba a ser una de las piezas centrales de la red de trenes de Pennsylvania Railroad (PRR), y convertirse en un punto de transferencia al Ferrocarril de Hudson y Manhattan (ahora PATH), que fue parcialmente financiado por el PRR, para viajar al bajo Manhattan. Luego, PRR programó 232 trenes entre semana a través de Newark, aproximadamente dos tercios de ellos hacia o desde la estación Penn de Nueva York y el resto hacia / desde Jersey City.

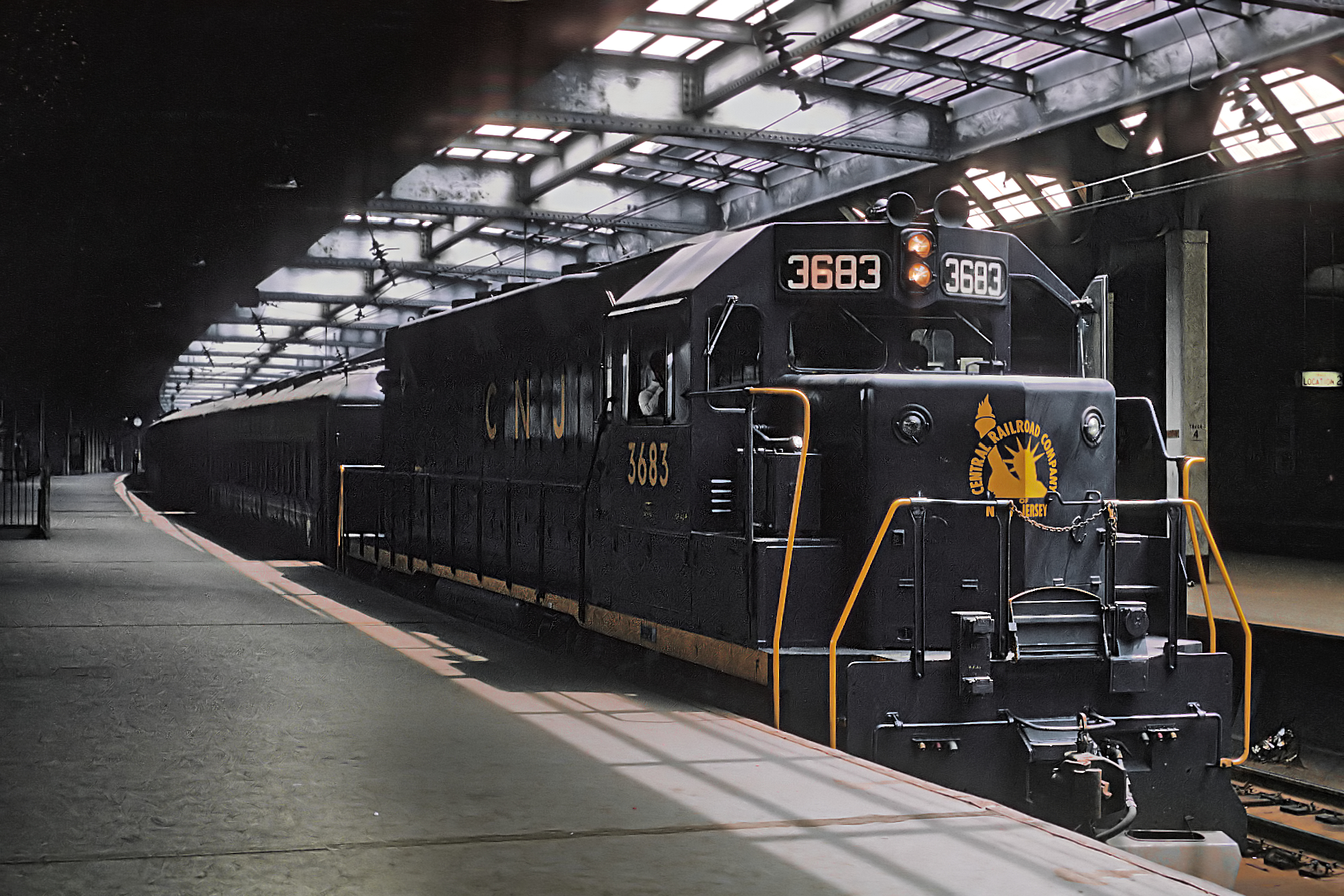
Tren CNJ en Penn Station el 4 de julio de 1969

La estación en sí, el Dock Bridge adyacente de 230 pies sobre el río Passaic (el tramo de ascensor ferroviario de tres vías más largo que existía en ese momento) y los realineamientos del Newark City Subway (ahora Newark Light Rail) y H&M costaron 42 millones de dólares, soportado casi por igual por el PRR y la ciudad de Newark. La extensión de City Subway y la realineación de H&M se abrieron el 20 de junio de 1937, y se cerró la cercana estación de transferencia de Manhattan, junto con la estación Park Place original de H&M.
La Autoridad Portuaria de Nueva York (ahora la Autoridad Portuaria de Nueva York y Nueva Jersey) compró H&M Railroad en bancarrota y la reorganizó como Port Authority Trans-Hudson en 1962. El Plan Aldene del Departamento de Transporte de Nueva Jersey redirigió los trenes del Ferrocarril Central de Nueva Jersey y del Ferrocarril de Reading desde la terminal Communipaw en Jersey City hasta la estación Newark Penn en 1967. Pennsylvania Railroad se fusionó con su antiguo rival New York Central Railroad en 1968 para formar Penn Central Railroad, pero Newark mantuvo el nombre de "Penn Station". En 1970, Penn Station se convirtió en la única estación interurbana en Newark cuando Erie Lackawanna pasó sus últimos trenes interurbanos por Broad Street Station.
Después de que Amtrak se hizo cargo del servicio interurbano en 1971, Penn Central continuó operando el servicio de cercanías, a pesar de estar en quiebra. En 1976, el Departamento de Transporte de Nueva Jersey adquirió el servicio de pasajeros de Penn Central, Reading y Jersey Central, que incluía líneas desde lugares tan lejanos como el Ferrocarril Regional SEPTA de Filadelfia a lo largo de la línea West Trenton, con el servicio operativo de Conrail bajo contrato. New Jersey Transit adquirió la línea ferroviaria al norte de West Trenton en 1982 y estableció su división de operaciones ferroviarias en 1983, adquiriendo casi todos los servicios ferroviarios de cercanías de Conrail dentro del estado.
Newark Penn Station fue completamente renovada en 2007, con la restauración de la fachada y los materiales interiores históricos (por ejemplo, techos de yeso, mármol y piedra caliza, ventanas, accesorios de iluminación), así como mejoras en la plataforma del tren y el equipo.
En agosto de 2019, el Departamento de Transporte de los Estados Unidos otorgó 18,4 millones de dólares a NJ Transit para rehabilitar y reparar la plataforma "D" que da servicio a las vías 3 y 4 y es un importante punto de transferencia para Amtrak y NJ Transit.

## Operaciones actuales
A pesar de tener 16 km de New York Penn, la estación de tren más concurrida de América del Norte, Newark Penn es una estación importante por derecho propio. En 2014, fue la decimocuarta estación más transitada del sistema Amtrak, la octava más transitada de la región del Atlántico Medio (detrás de New York Penn, Washington Union, Filadelfia, Baltimore Penn, Albany-Rensselaer, BWI Airport y Wilmington) y, con mucho, la más transitada. de las seis estaciones de Amtrak en Nueva Jersey. Esto se debe principalmente a que, desde la década de 1970, ha sido la única estación de tren interurbano en el noreste de Nueva Jersey, densamente poblado.
Es atendido por los 11 servicios que se ejecutan a lo largo del Corredor Noreste, brindando una segunda opción para los pasajeros de Amtrak que viajan por el área de Nueva York.

### Tránsito de Nueva Jersey
Tres líneas de trenes de cercanías de New Jersey Transit convergen aquí: la Línea del Corredor del Noreste, la Línea de la Costa del Norte de Jersey y la Línea del Valle de Raritan. Los dos primeros continúan a Nueva York a través de Secaucus Junction, con North Jersey Coast Line y Raritan Valley Line ofreciendo un servicio limitado a Hoboken. La línea Raritan Valley generalmente termina aquí, con la excepción de trenes selectos que continúan hasta Nueva York y un tren entrante entre semana que continúa hasta Hoboken (RVL n.º 2604). Debido a la amplia disponibilidad de estas rutas, así como de Northeast Regional y Acela Express , los pasajeros generalmente no pueden usar los trenes de larga distancia de Amtrak a Florida, Nueva Orleans o Chicago para viajes locales entre Newark y Nueva York.

### PATH
Newark Penn es el término occidental de la línea Newark-World Trade Center del tren PATH, operado por la Autoridad Portuaria de Nueva York y Nueva Jersey. Los trenes descargan en el Andén H (nivel superior) y vuelven al servicio en el nivel inferior (andén B/C). Hasta la apertura de Secaucus Junction en 2003, los pasajeros de trenes suburbanos de NJ Transit y los pasajeros interurbanos de Amtrak tenían que hacer transbordo a PATH aquí para llegar a Jersey City o Hoboken.

### Tren ligero de Newark
En el nivel inferior se encuentra la terminal sur del tren ligero de Newark (anteriormente, el metro de la ciudad de Newark), con tres vías de salida y dos vías de entrada. Los pasajeros de este sistema de tren ligero desde Newark y sus suburbios cercanos pueden hacer transbordo a los trenes de Amtrak, NJ Transit o PATH, o viajar a Newark Broad Street o al centro de Newark. La extensión de Broad Street, inaugurada en 2006, estaba destinada a facilitar las transferencias entre las antiguas rutas de cercanías de Erie Lackawanna que paran en Broad Street y Amtrak y las antiguas rutas de cercanías de PRR que llaman a Newark Penn. Anteriormente, los pasajeros tenían que hacer su propio camino (generalmente en taxi o autobús) entre las dos estaciones.

## Galería

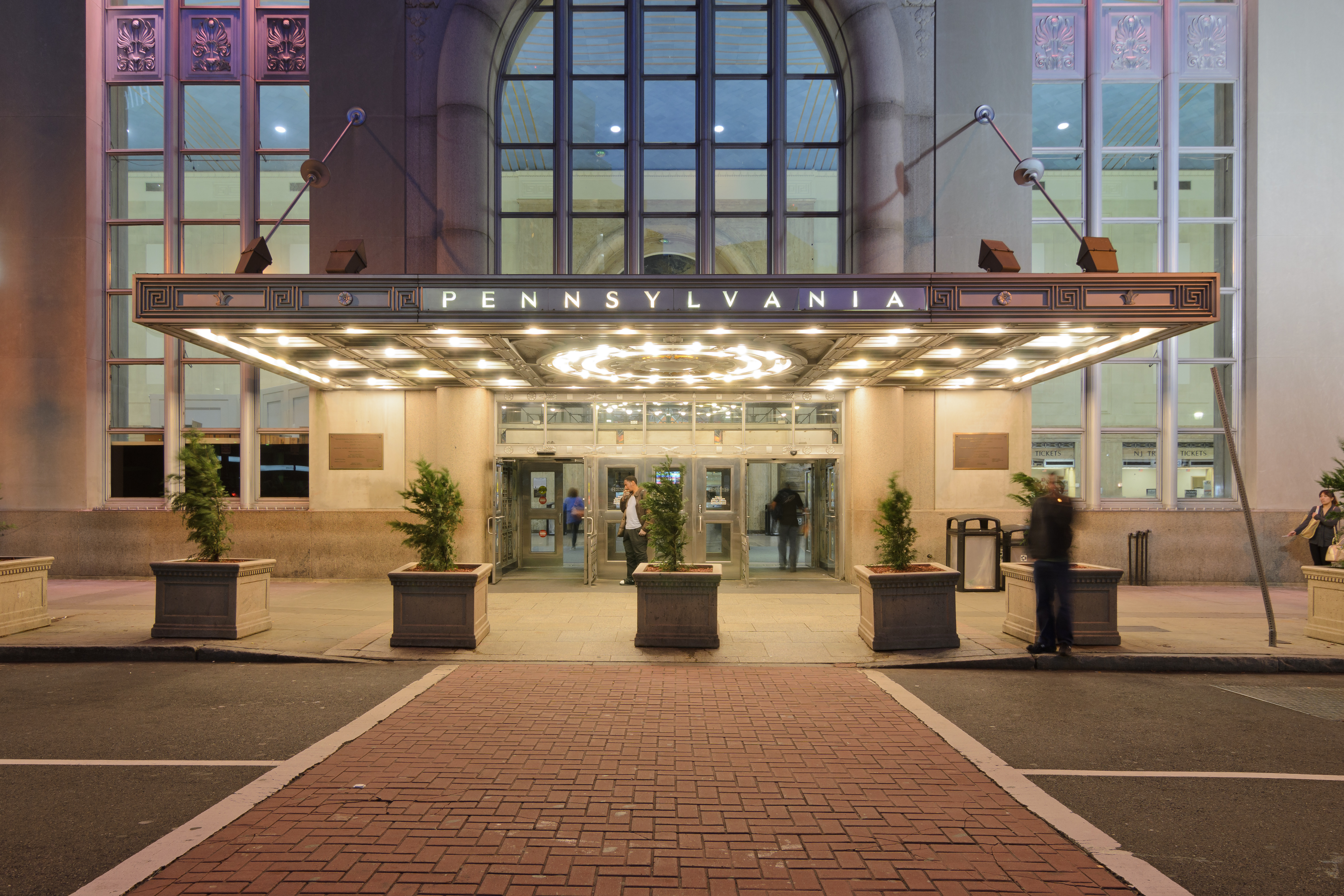
Entrada principal de noche
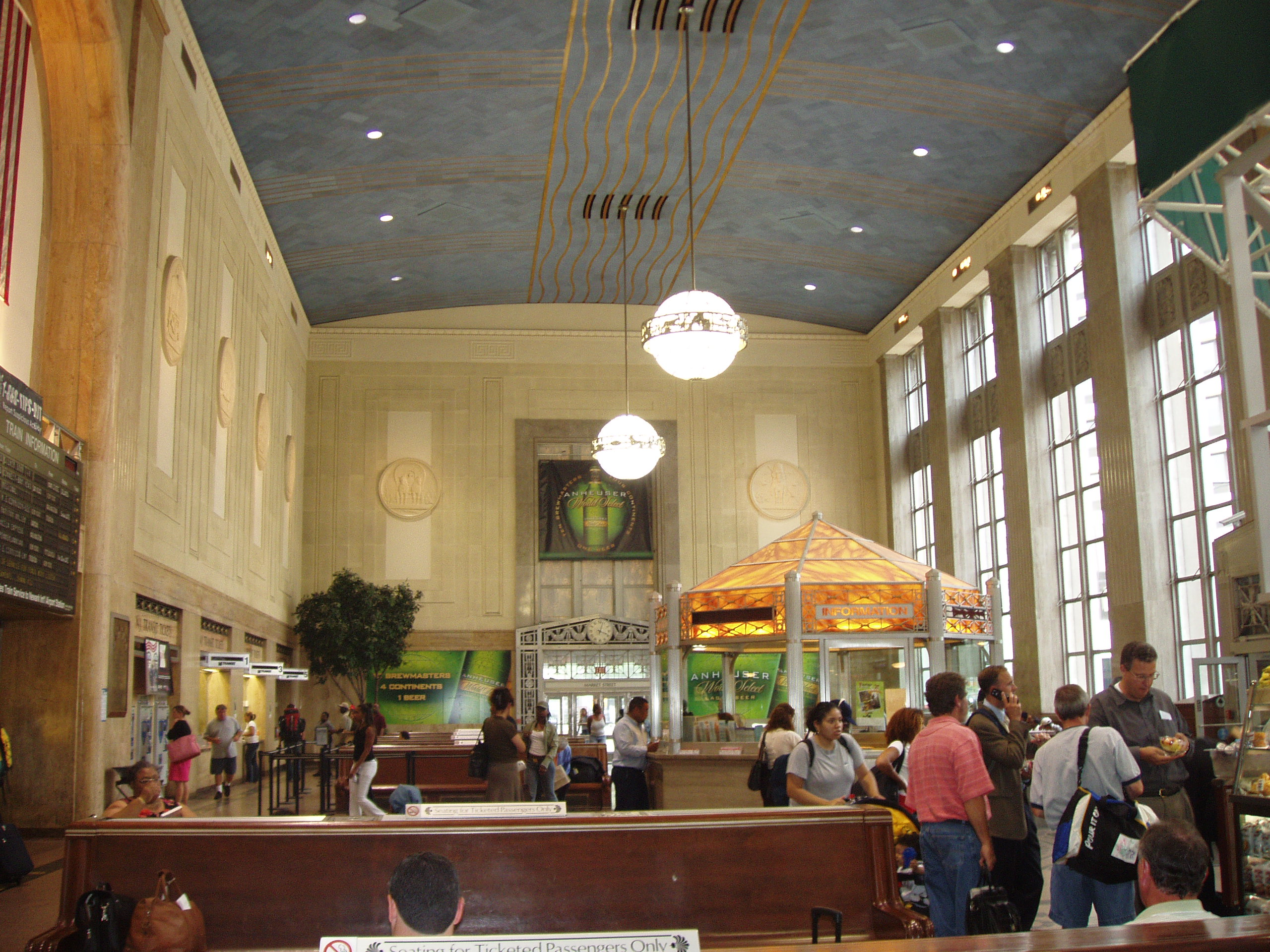
Interior de la sala de espera principal, con un puesto de información
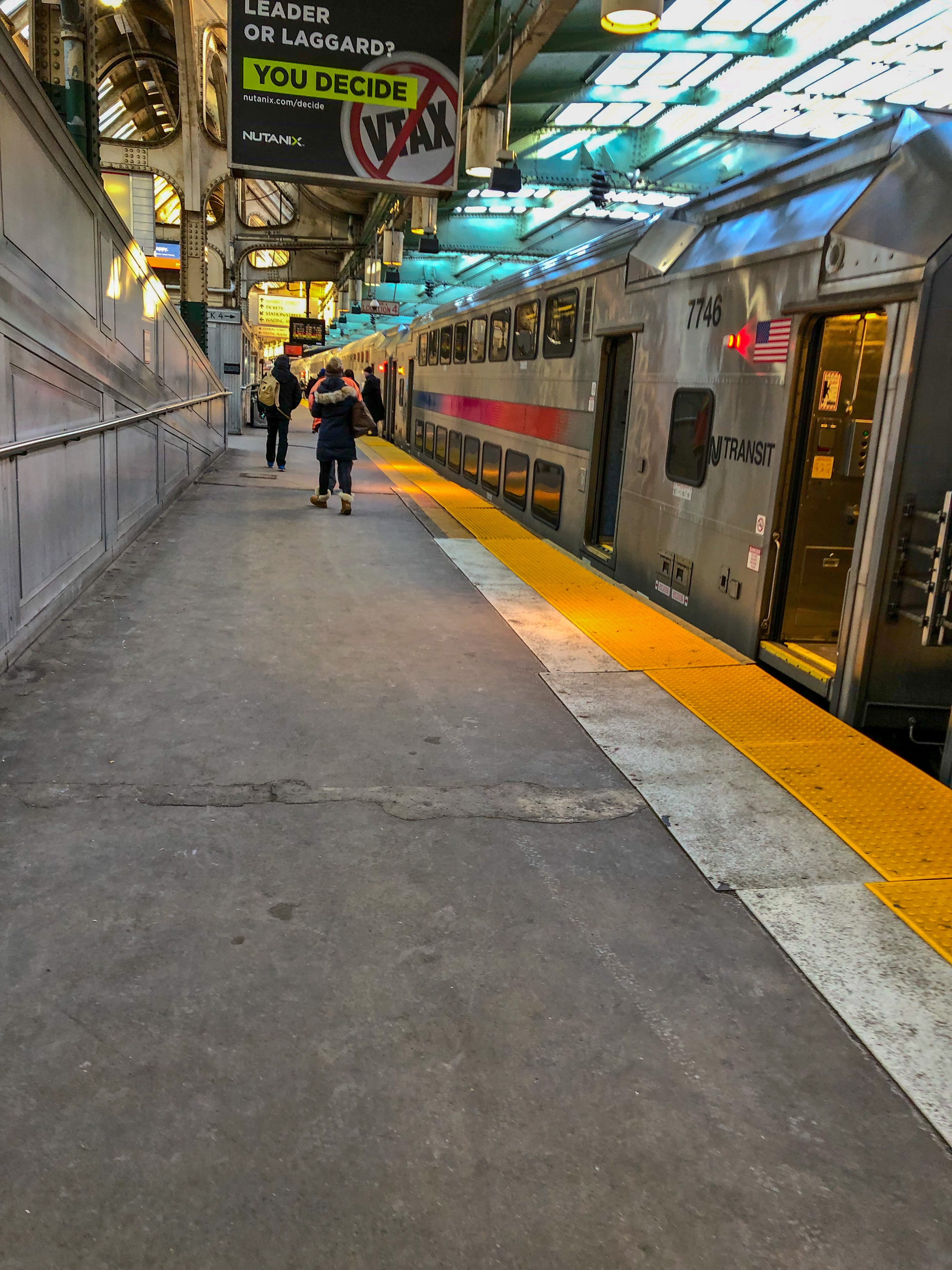
Un tren NJ Transit de varios niveles en la estación Newark Penn
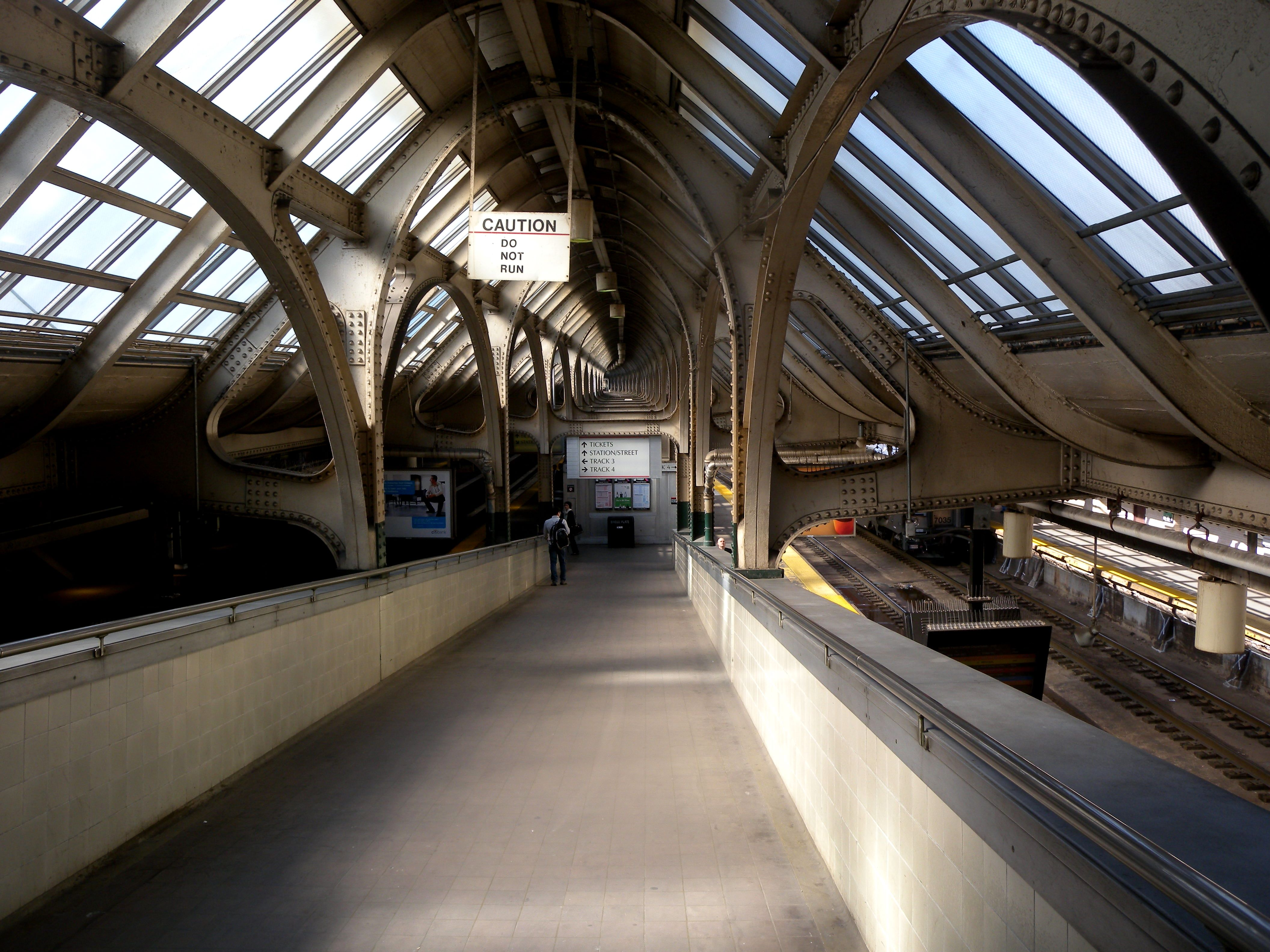
Rampa peatonal
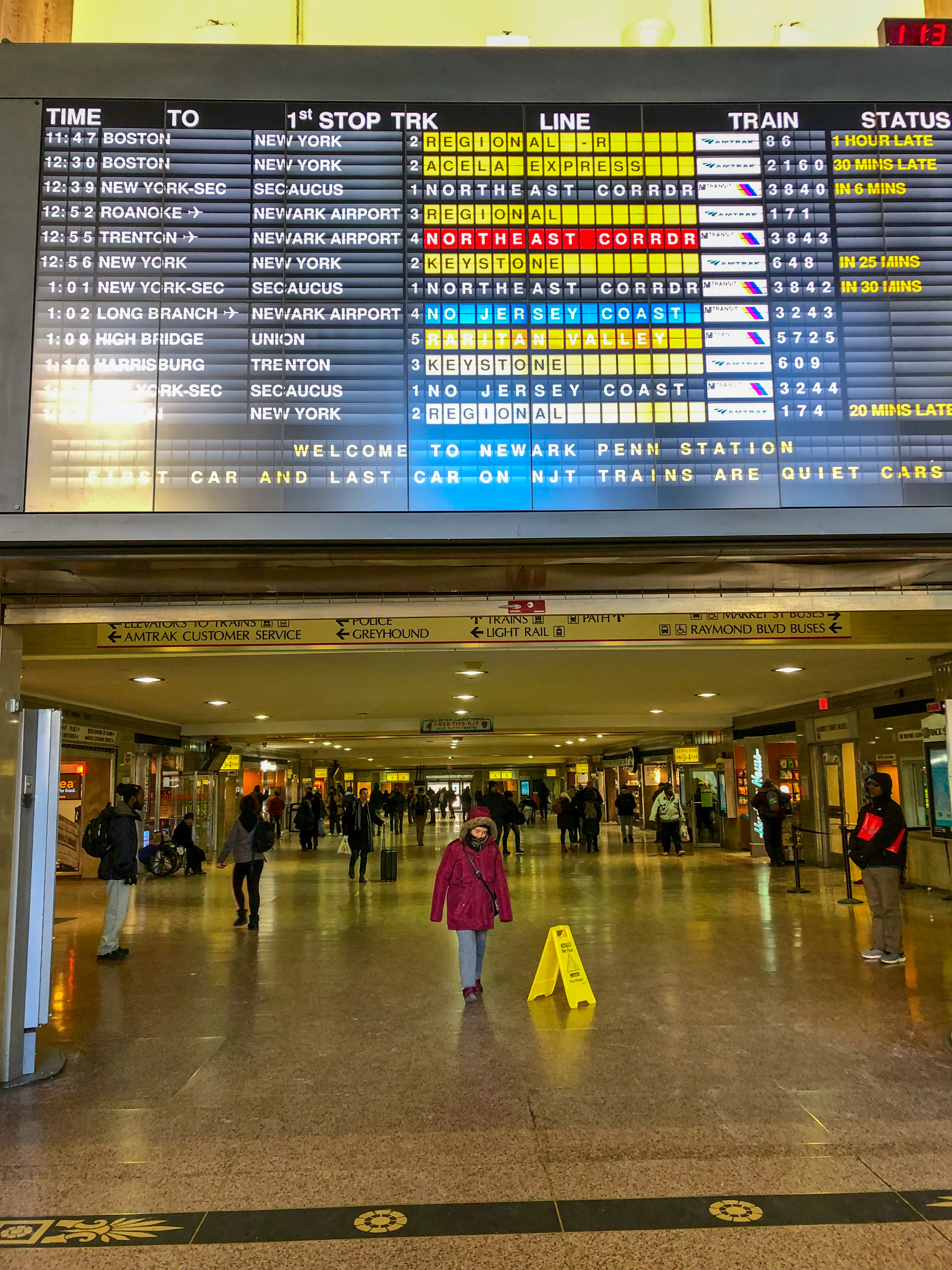
Pasillo principal a pistas